# 岩船寺

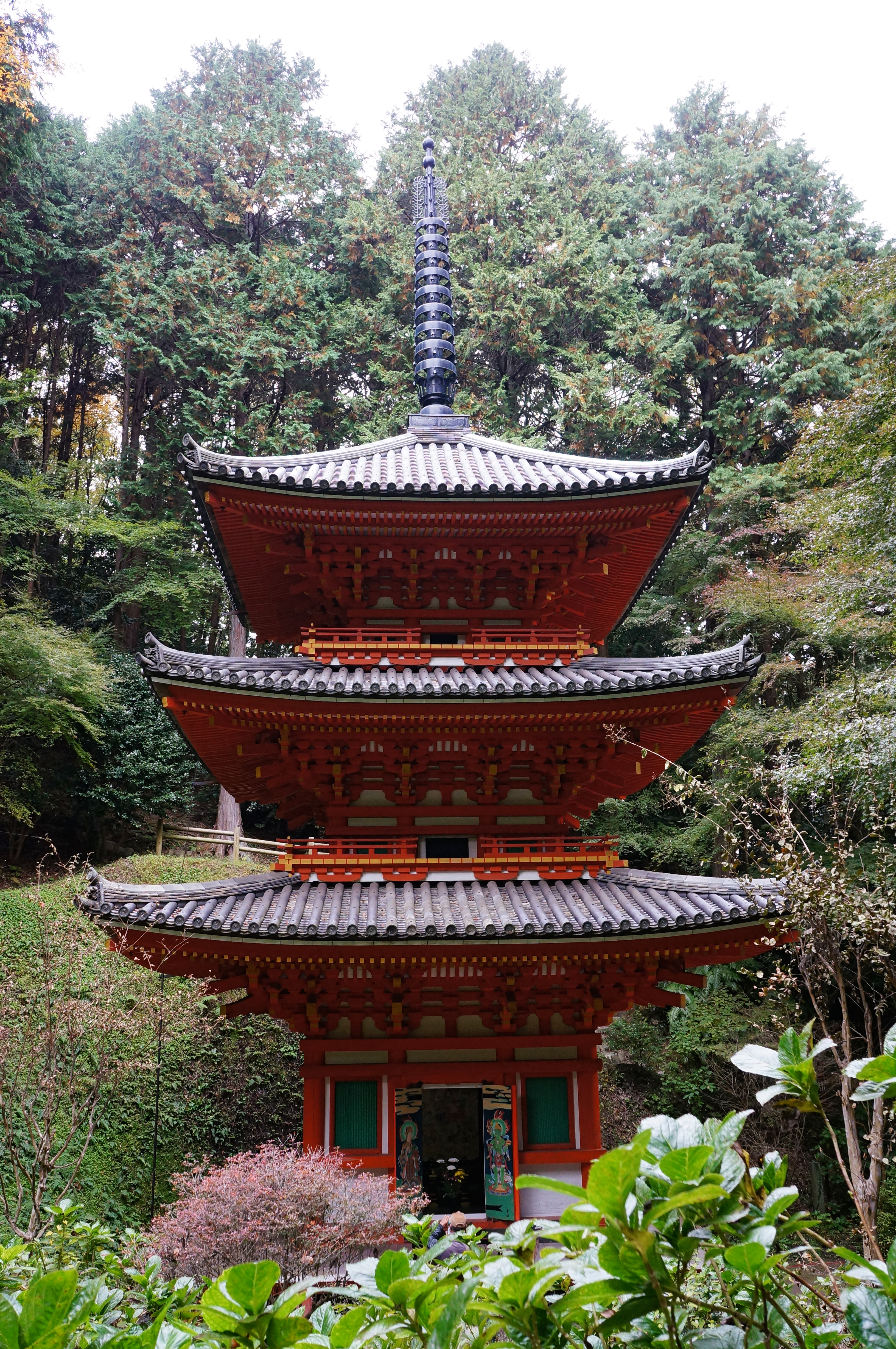
三重塔（重要文化財）

岩船寺（がんせんじ）は、京都府木津川市加茂町岩船にある真言律宗の寺院。山号は高雄山（こうゆうざん）。本尊は阿弥陀如来。アジサイの名所として知られる。

## 歴史
当寺は京都府の南端、奈良県境に近い当尾（とうの）の里に位置する。この地区は行政的には京都府に属するが、南山城は地理的には奈良に近く、文化的にもその影響が強い。近くには九体阿弥陀仏で知られる浄瑠璃寺がある。岩船寺、浄瑠璃寺付近には当尾石仏群と称される鎌倉時代を中心とした石仏や石塔が多数残り、その中には鎌倉時代の銘記を有するものも多い。当地は中世には、南都（奈良）の寺院の世俗化を厭う僧たちの修行の場となっていた。
寛永9年（1632年）に編纂された「岩船寺縁起」によると、当寺のそもそもの創建は天平元年（729年）に聖武天皇が出雲国不老山大社に行幸した際の発願によって、大和国鳴川（現・奈良市東鳴川町）の善根寺（鳴河寺）にいた行基に一宇の阿弥陀堂を建立させたことにあるという。その後、大同元年（806年）に空海とその甥であり弟子でもあった智泉によって、灌頂堂として新たに報恩院が建立されている。
智泉が嵯峨天皇より命じられて皇子誕生の祈願を行ったところ、弘仁元年（810年）に正良親王（仁明天皇）が誕生し、弘仁4年（813年）に檀林皇后（橘嘉智子）が本願となって堂塔伽藍が整備された。この時に寺号が岩船寺と改められたという。
弘安2年（1279年）に現在地に報恩院を移して本堂とし、弘安8年（1285年）には落慶供養が行われている。
以上の伝承はそのまま史実とは考えがたいが、『弘法大師弟子伝』（貞享元年・1684年成立）には、大同年間（806年 - 810年）、嵯峨天皇の皇后橘嘉智子が皇子の誕生を祈願して報恩院を建立し、智泉が呪願（願文を読む僧）を務めたとある。
その後、承和年間（834年 - 848年）に仁明天皇が智泉の遺徳を偲んで三重塔を建立したとされる。
当寺の本尊阿弥陀如来坐像の像内には天慶9年（946年）の銘があるが、この像が当初から岩船寺の本尊であったという確証はない。「岩船寺」の寺号の存在を示す最も古い記録は、寺の西方にある岩船不動明王磨崖仏（通称一願不動）の銘記で、そこには弘安10年（1287年）の年記とともに「於岩船寺僧」の文字がみえる。この年号は、上記寺伝にいう岩船寺落慶供養の年（弘安8年・1285年）に近く、鳴川にあった「報恩院」がこの頃現在地に移った可能性を示唆している。
鎌倉時代には子院39坊を誇ったが、承久3年（1221年）の承久の乱により堂塔の大半が焼失する。その後、再建するも応長元年（1311年）にまたもや兵火によって焼失し、衰微してしまう。
しかし、江戸時代になって文了律師の勧進や江戸幕府将軍の徳川家康・徳川秀忠父子の支援もあり寛永年間（1624年 - 1643年）頃には寺内の整備がなされたという。
当寺は近くの浄瑠璃寺と共に長く興福寺一乗院の末寺であったが、明治時代の廃仏毀釈によって岩船寺は無住となってしまう。1881年（明治14年）に真言律宗西大寺の末寺となった。

## 境内

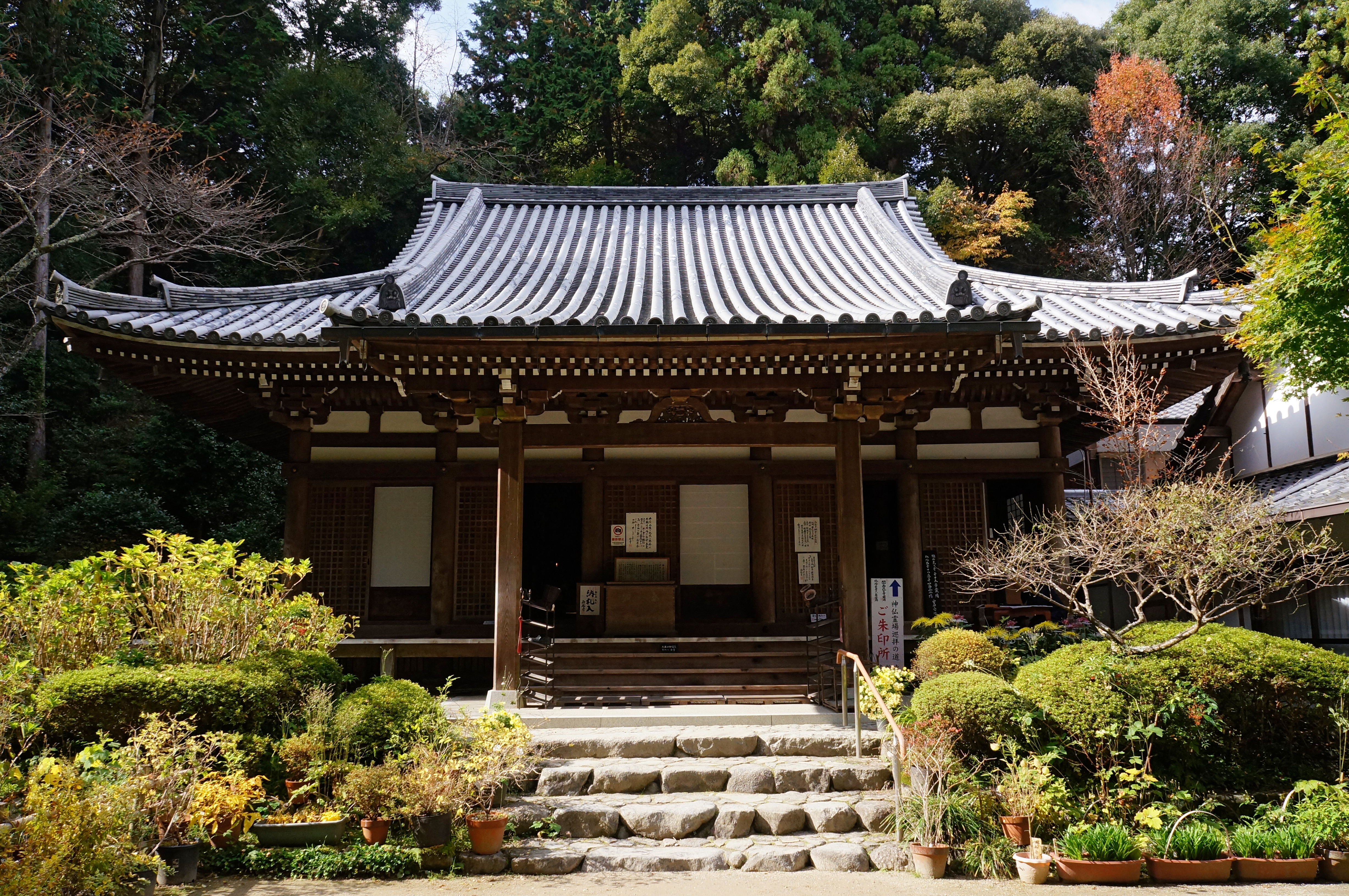
本堂

- 本堂 - 1988年（昭和63年）再建。平安時代の阿弥陀如来坐像が安置されている。
- 庫裏
- 開山堂
- 智泉大徳の墓
- 阿字池
- 三重塔（重要文化財） - 嘉吉2年（1442年）に建立された三重塔で、初重の内部には来迎柱を立て、須弥壇と来迎壁を設ける。各層の屋根を支える四隅の垂木には天邪鬼である隅鬼が彫刻されている。
- 鐘楼 - 梵鐘は「報恩の鐘」と呼ばれる。
- 歓喜天堂
- 十三重石塔（重要文化財） - 13個の笠石を積み重ねた高さ6.3メートルの十三重石塔。鎌倉時代造。
- 石室（重要文化財） - 花崗岩製。奥壁には不動明王立像を薄肉彫りし、手前左右に2本の角柱を立て、これらで寄棟屋根を支える。応長2年（1312年）の銘がある。
- 厄除け地蔵菩薩 - 鎌倉時代末期造。
- 五輪塔（重要文化財） - 鎌倉時代末期造。
- 山門
- 石風呂 - 山門の石段前には岩船寺の僧が身を清めるために使用したとされる石風呂がある。
- 白山神社（重要文化財） - かつては岩船寺の鎮守社であったが、現在は独立している。白山神社に奉納される「おかげ踊り」は京都府登録無形民俗文化財である。
  - 春日神社（京都府登録有形文化財） - 白山神社と並んで建っている。

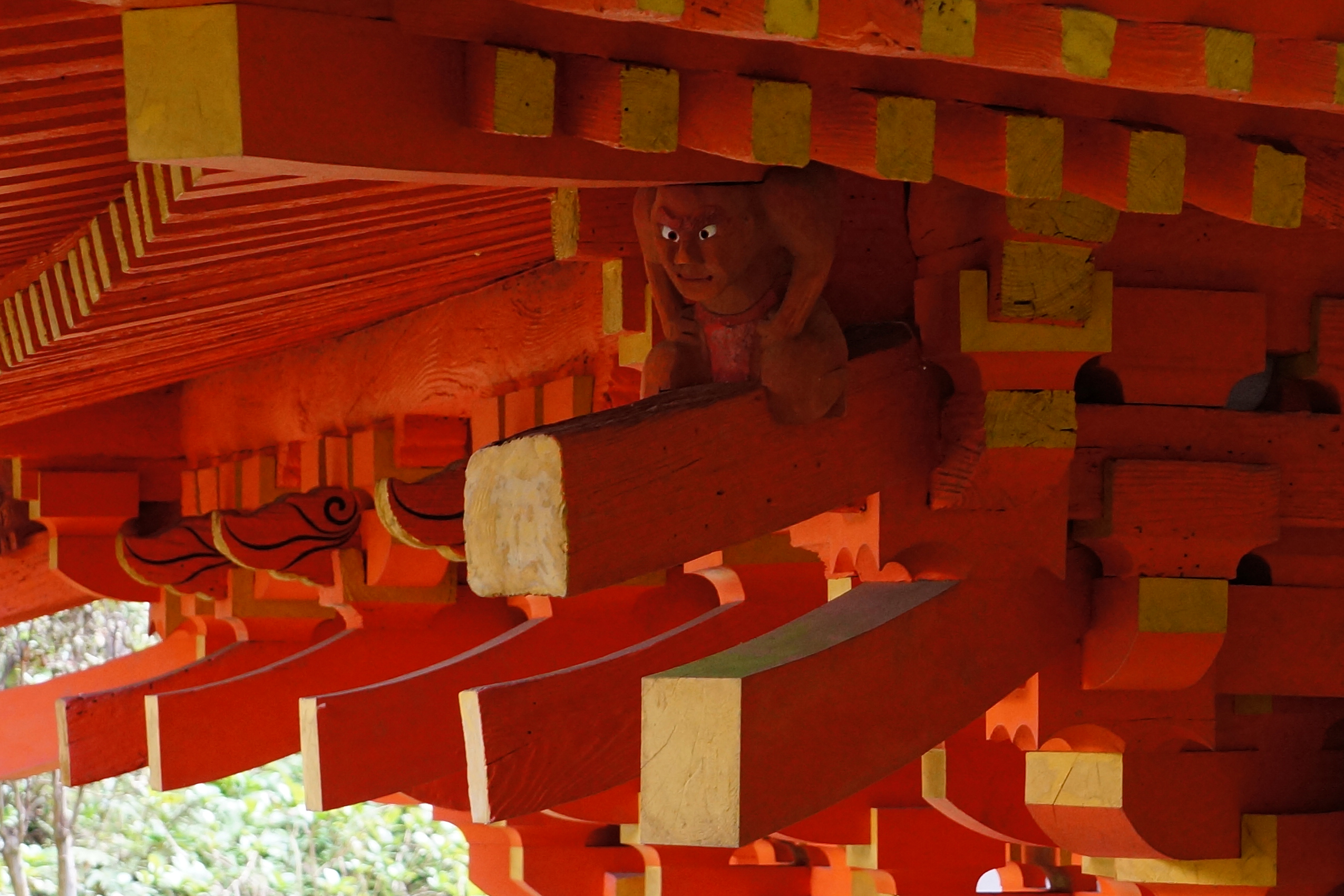
三重塔の組物、尾垂木上で隅木を支える隅鬼がみえる。
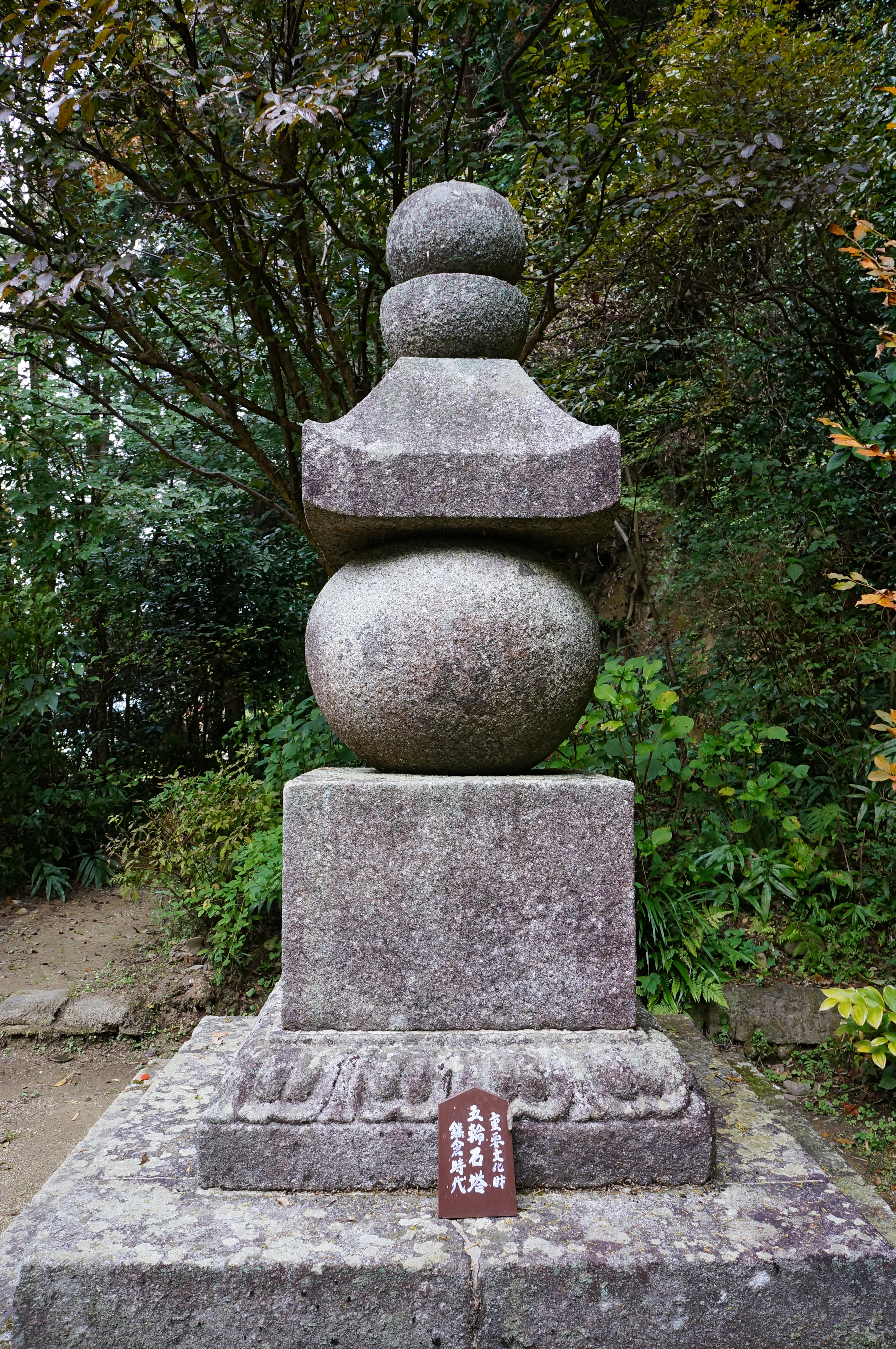
五輪塔（重要文化財）
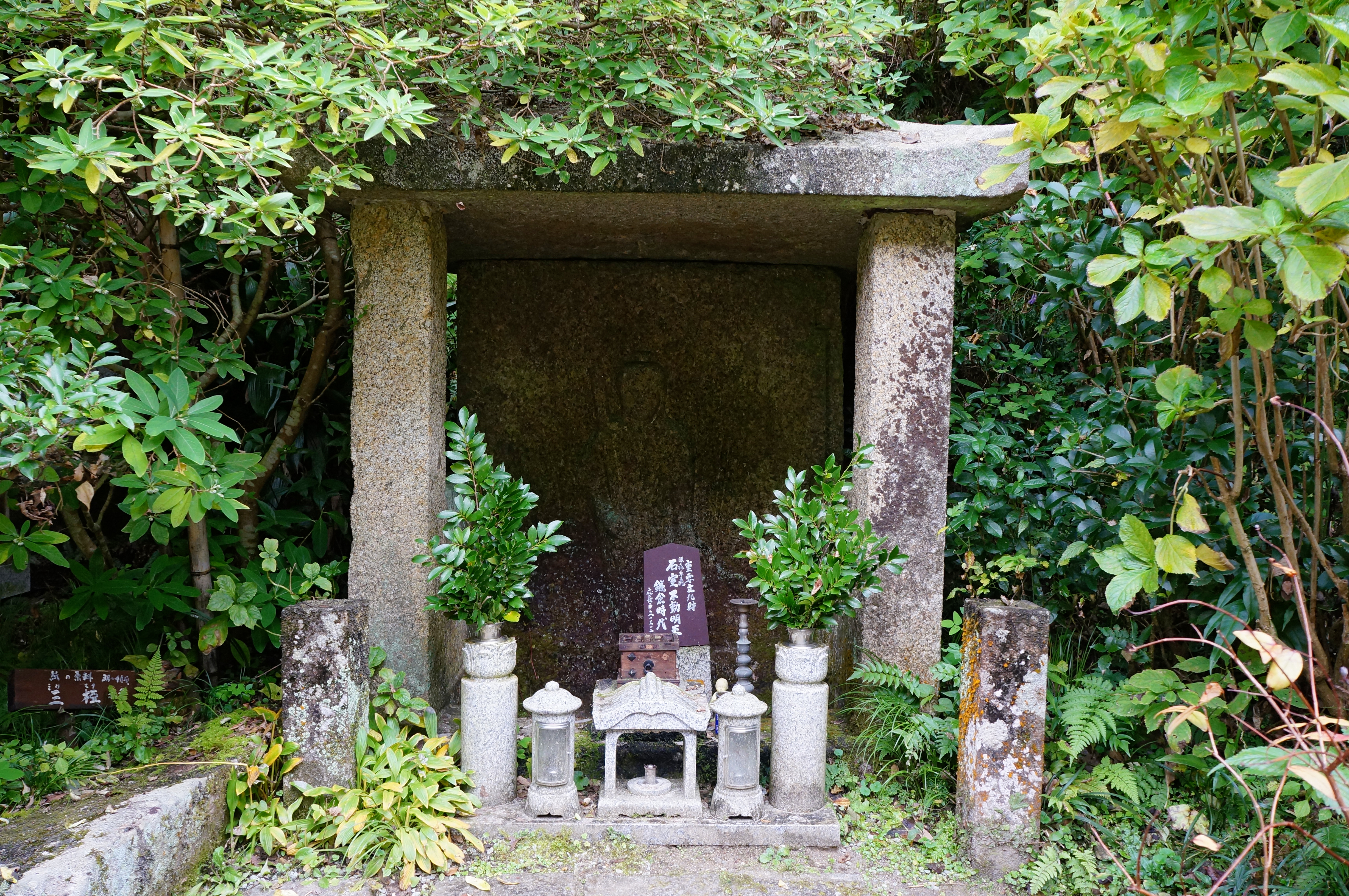
石室（重要文化財） - 奥壁に不動明王立像を薄肉彫りする。
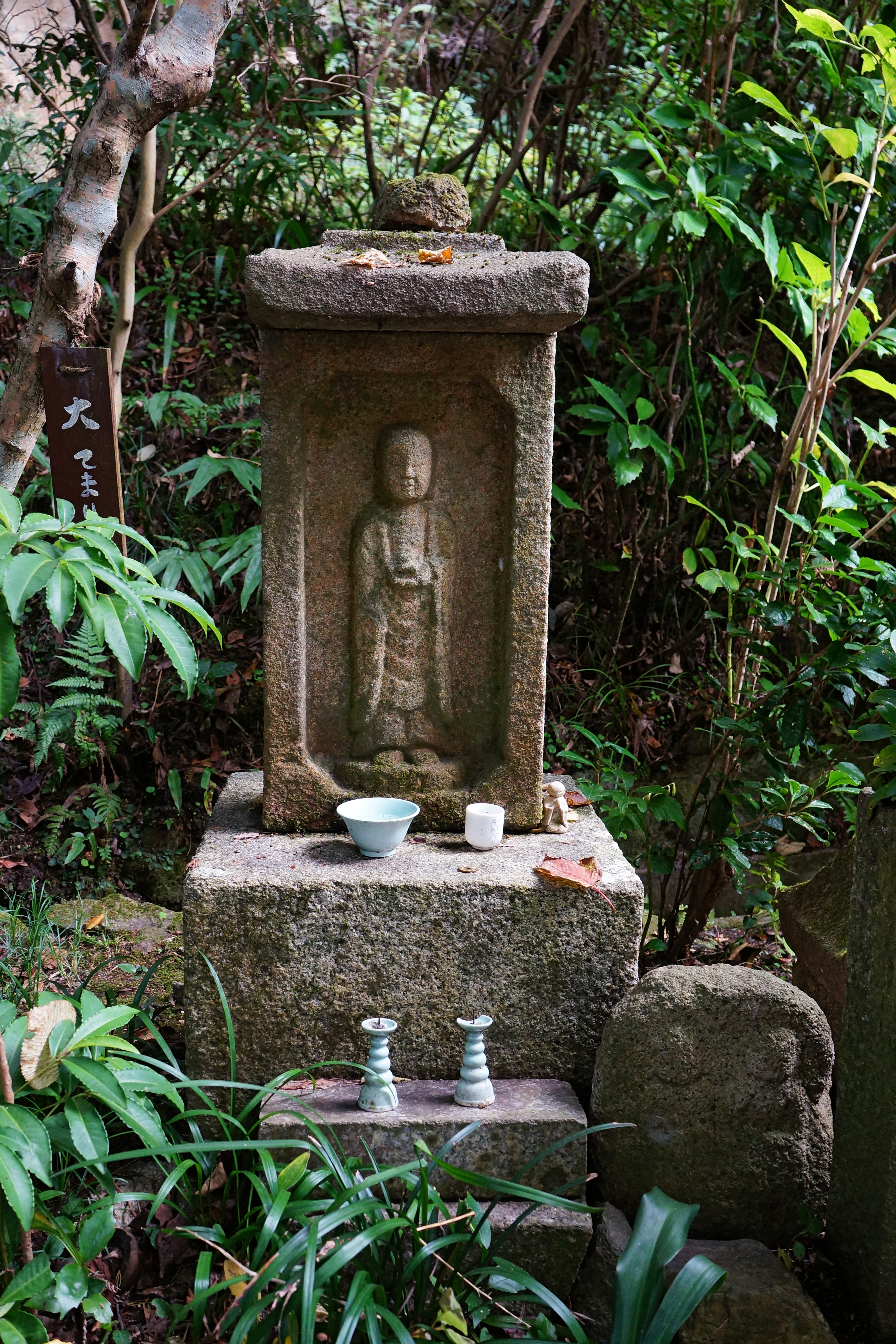
門前の地蔵石龕像 南北朝時代
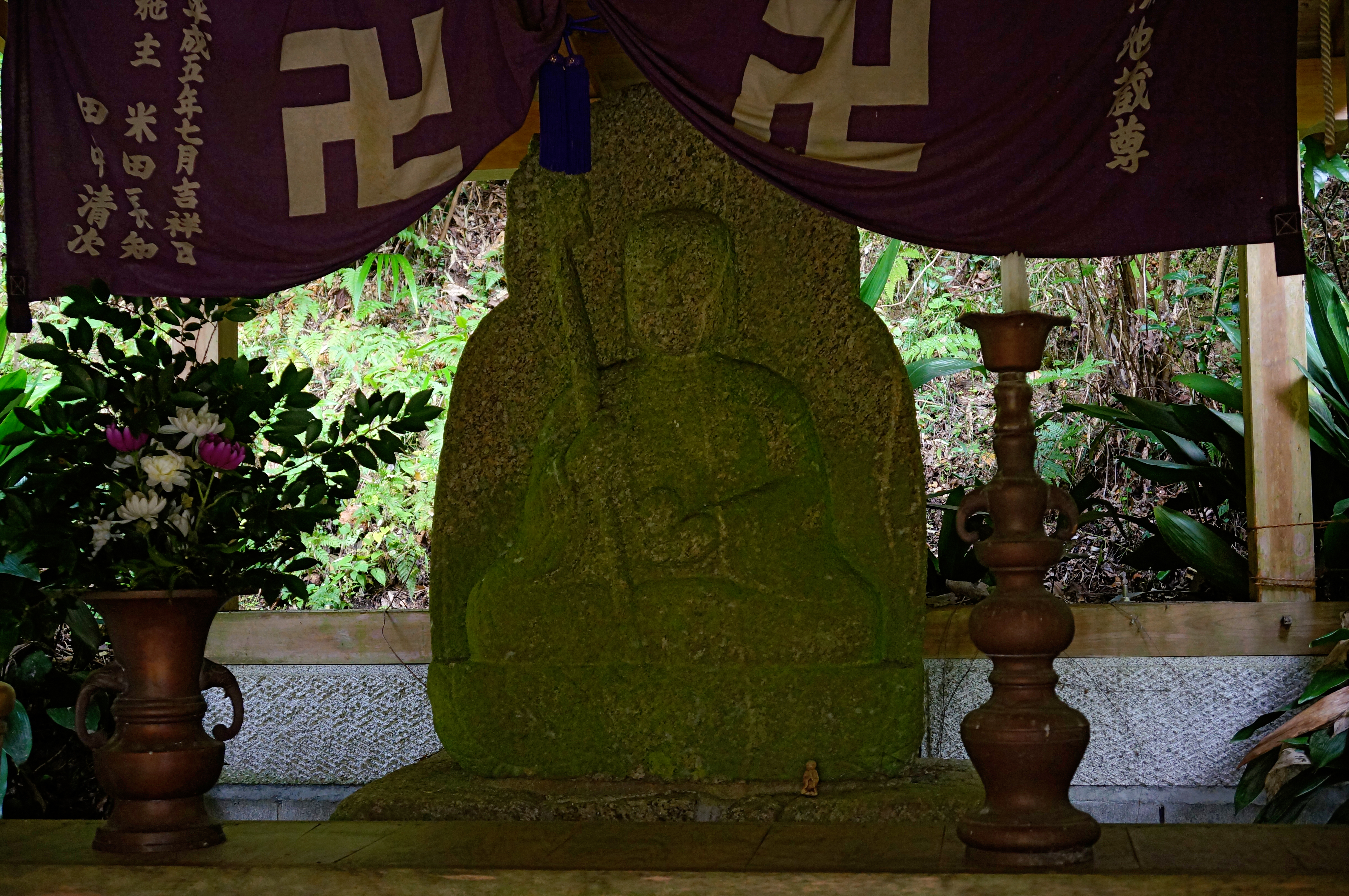
厄除け地蔵石仏 鎌倉時代末期
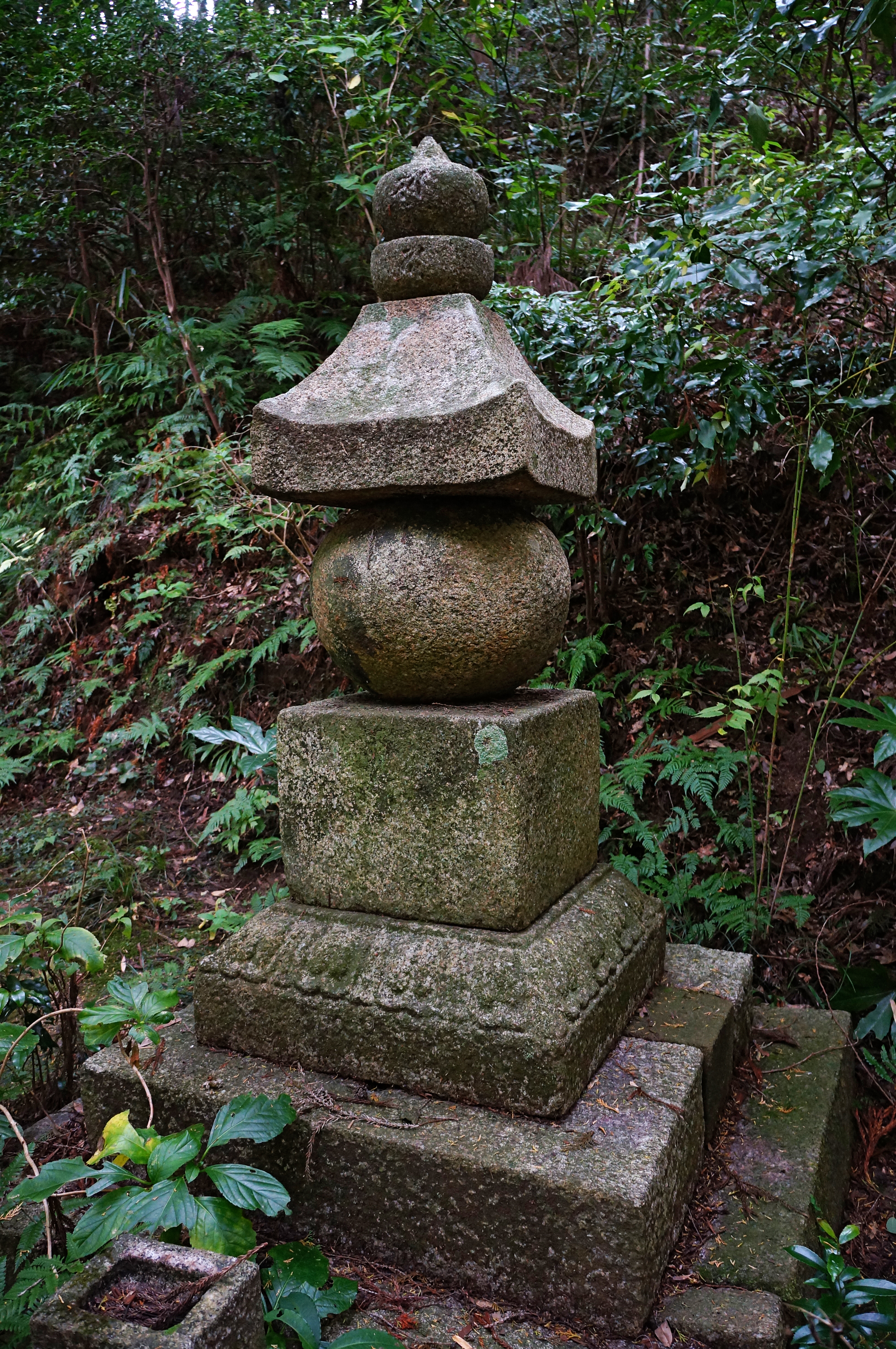
五輪塔（三重塔脇）鎌倉時代末期

## 文化財

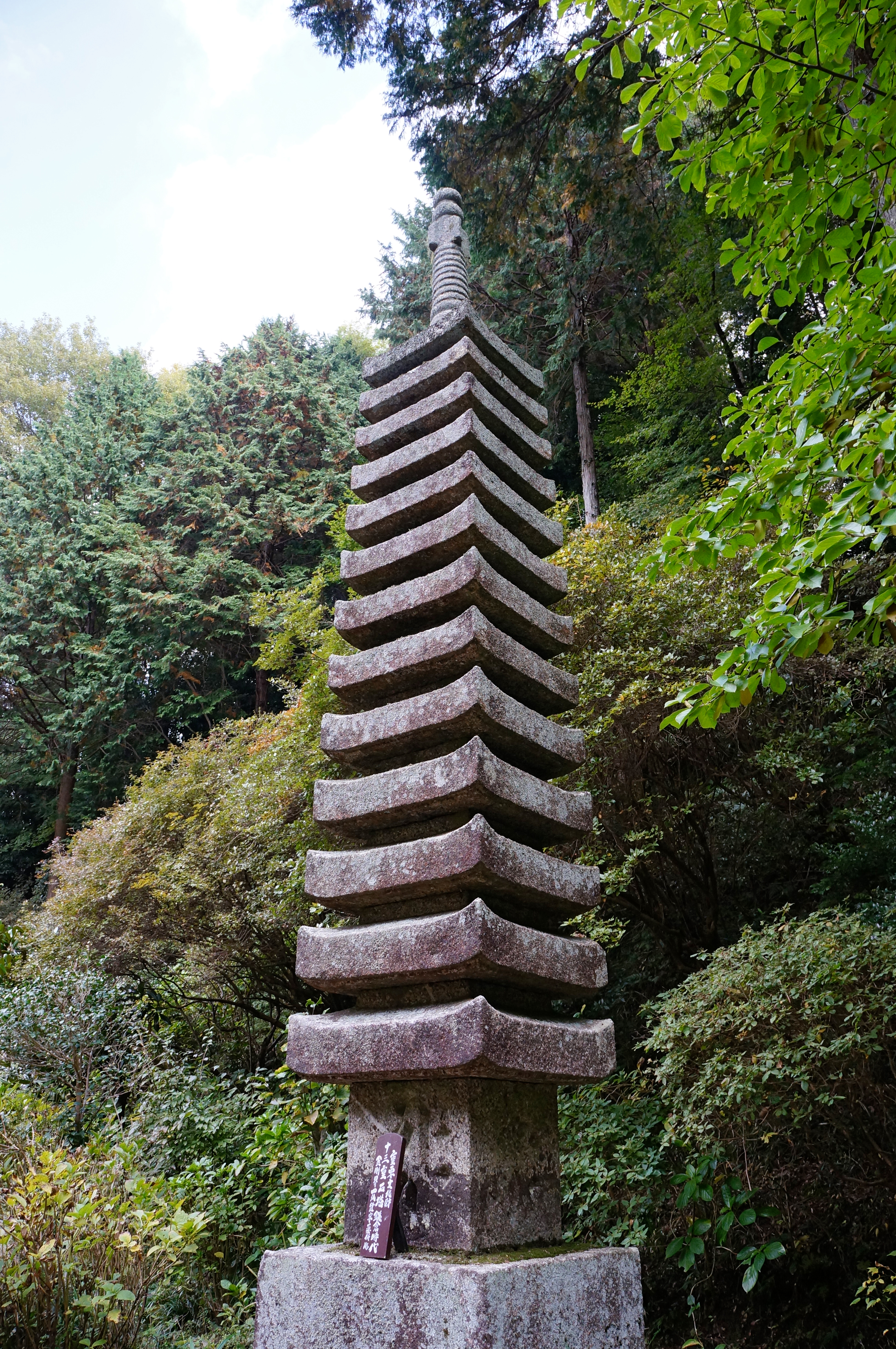
十三重石塔
（重要文化財）

### 重要文化財
- 三重塔（附：隅木受飾束 1個）
- 十三重石塔
- 五輪塔
- 石室
- 木造阿弥陀如来坐像 - 岩船寺の本尊で定印を結ぶ阿弥陀如来像である。本堂に安置。像高284センチメートル。明治期の修理の際に像内に多数の墨書が発見され、その中に「□□九年丙午九月二日丁丑」と読める墨書がある。年号の部分は判読不能だが「□□九年」が丙午、「九月二日」が丁丑にあたるのは天慶9年（946年）であることから同年の作と判明する[1]。10世紀の在銘基準作例として貴重である。像高2.8メートルを超す坐像の頭・体の根幹部を一材から彫出する。太造りの体躯や一木造の構造は平安初期彫刻に通じる要素だが、衣文は彫りが浅く図式的な平安後期の作風に近づいており、平安前期から後期への過渡期に位置する像である[7]。
- 厨子入木造普賢菩薩騎象像 - もと三重塔に安置。像高39センチメートルの小像で平安時代後期の作である。寺伝によると智泉大徳の作と伝わる[1]。

### 京都府指定有形文化財
- 木造四天王立像 4躯 - 本堂に安置。多聞天像台座裏に正応6年（1293年）の銘がある[8]。

### 京都府暫定登録史跡・名勝
- 岩船寺境内

### 木津川市指定有形文化財
- 紙本墨書岩船寺縁起 1巻 - 「寛永九年（1632年）十月十四日　法印心継」の奥書がある。

## 前後の札所
仏塔古寺十八尊
3 海住山寺　-　4 岩船寺　-　5 霊山寺
関西花の寺二十五霊場
14 興聖寺　-　15 岩船寺　-　16 浄瑠璃寺
神仏霊場巡拝の道
128 浄瑠璃寺　-　129 岩船寺　-　130 穴太寺

## 所在地
- 京都府木津川市加茂町岩船上ノ門43

## アクセス
- JR関西本線 加茂駅から木津川市コミュニティバス当尾線で約15分、「岩船寺」下車すぐ。
- JR関西本線 奈良駅、近鉄奈良線 近鉄奈良駅から
  - 奈良交通バス (広岡行き)で約18分「岩船寺口」下車、徒歩約25分。
  - 4月、5月、11月の土日祝のみ運行の「お茶の京都 木津川古寺巡礼バス」で約30分、「岩船寺」下車すぐ。
  - 2021年の「お茶の京都 木津川古寺巡礼バス」の案内。